# Deportivo Lara
Asociación Civil Deportivo Lara is een Venezolaanse voetbalclub uit Cabudare. De club werd opgericht op 2 juli 2009 en speelt in de Primera División. ACD Lara, landskampioen in 2012, speelt zijn thuiswedstrijden in het Estadio Metropolitano in Cabudare.

## Erelijst
- Primera División

2012

## Bekende (oud-)spelers
- Mikel Villanueva